# Miasto idealne

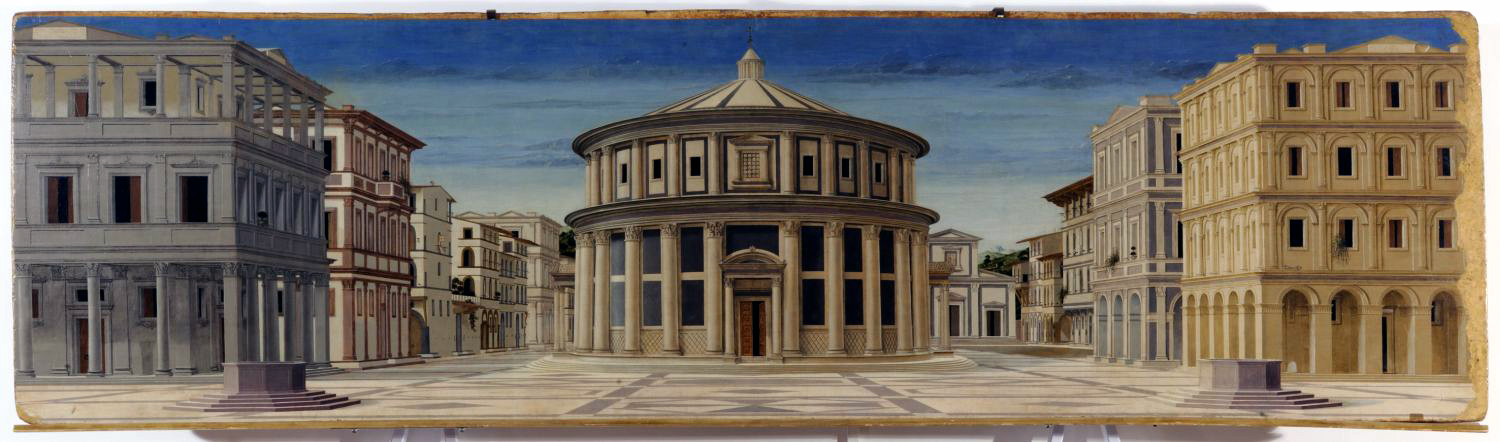
Piero della Francesca lub Melozzo da Forlì lub Leone Battista Alberti lub Luciano Laurana, Przykład idealnego miasta

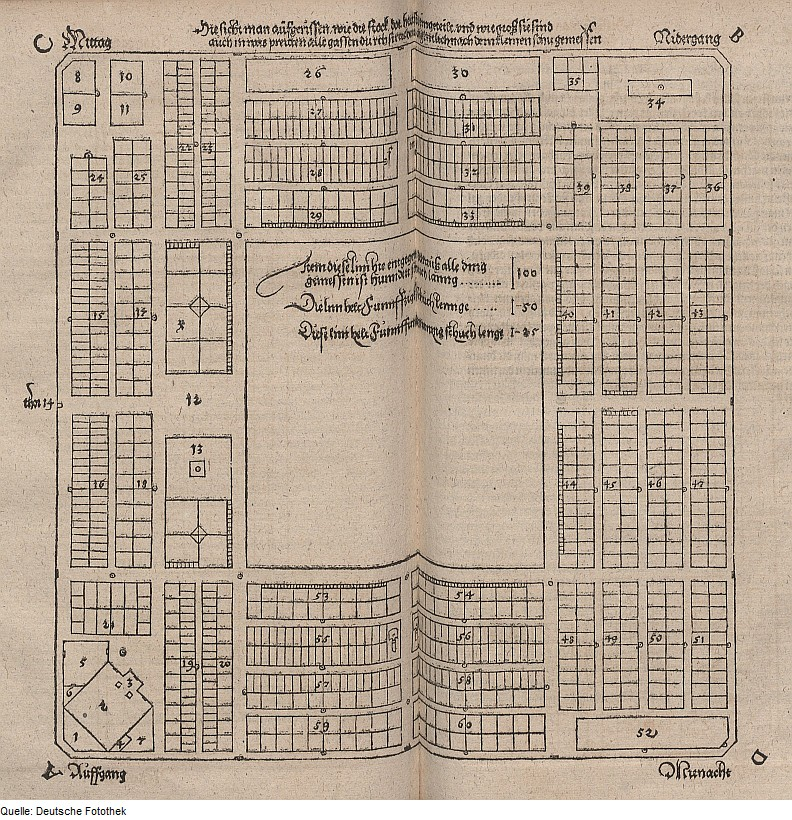
Szczegółowy plan miasta idealnego (bez linii fortyfikacji) Albrechta Dürera z jego traktatu o fortyfikacji, charakteryzujący się dokładnym podziałem na obszary o różnych funkcjach i zamieszkałych przez różne klasy społeczne

Miasto idealne – założenie z dziedziny projektowania urbanistycznego, zakładające teoretyczne lub praktyczne całościowe planowanie osiedli ludzkich podporządkowane czynnikom gospodarczym, społecznym i politycznym (w tym ideom utopijnym) oraz nierzadko wywiedzione z wyobrażeń estetycznych.
Miasta idealne powstawały przede wszystkim w okresie renesansu – przykładem może być włoska Palmanova, holenderskie Brielle, czy polski Zamość. Za ich podstawową wadę uznaje się często występującą alternatywę: albo rozwój aglomeracji albo zachowanie „idealności”. Renesansowe miasto projektowano na planie idealnie symetrycznym, który nie ma wiele wspólnego ze strukturą kształtowaną przez bieżące potrzeby miejskiego życia. Jego wszystkie budynki mają klasyczne elementy: arkady oraz kolumnady.
Założenia idealnego miasta:
- powinno leżeć nad rzeką, aby zapewnić transport towarów i odpowiednią higienę ludzi;
- ma być zbudowane na dwóch niezależnych od siebie poziomach: poziom niższy, który służy do obsługi wszelakiej działalności, zaś poziom wyższy służy szlachcie i mieszczaństwu, aby bez przeszkód mogli poruszać się po mieście;
- poniżej tych poziomów znajdują się kanały żeglowne dla ułatwienia transportu;
- szerokość ulic powinna stanowić co najmniej połowę wysokości przyległych pałaców;
- jego piękno powinno być symbolem funkcjonalności.

Wiele miast idealnych powstało także w epoce baroku jako osiedla związane z rezydencją władcy absolutnego lub założenia obronne. Przykładami są tutaj Karlsruhe, Mannheim i Rastatt. Miasta idealne epoki oświecenia i XIX wieku wiązały się z rodzącymi się nowymi ideami społecznymi i postępującą industrializacją.
Okres polskiego socrealizmu przyniósł realizację miasta idealnego w postaci neobarokowo-neorenesansowo-neoklasycystycznej Nowej Huty, obecnie dzielnicy Krakowa.
W wieku XX architektura modernizmu również wydała podobne idee, realizowane na wielką skalę w takich miastach jak brazylijska Brasilia czy indyjski Czandigarh, a na mniejszą w wielu miastach satelickich.